# Bengt Simonsen
Bengt Roland Simonsen, född 23 mars 1958 i Göteborg, är en svensk gångare. Han tävlade för IK Vingingen och IFK Västerås.
Simonsen tävlade för Sverige i olympiska sommarspelen vid tre tillfällen mellan 1976 och 1984. Vid olympiska sommarspelen 1976 i Montréal slutade han på 26:e plats i herrarnas 20 kilometer gång. Vid olympiska sommarspelen 1980 i Moskva slutade Simonsen på fjärde plats på 50 kilometer gång. Vid olympiska sommarspelen 1984 i Los Angeles tävlade han också i 50 kilometersklassen, men blev dock diskvalificerad.
Vid Junioreuropamästerskapen i friidrott 1977 tog Simonsen brons på 10 000 meter gång. Vid Europamästerskapen i friidrott 1978 i Prag slutade Simonsen på 11:e plats på 50 kilometer gång. Han deltog även i 50 km gång vid Europamästerskapen i friidrott 1982 i Aten, men blev dock diskvalificerad där. Simonsen deltog också vid Världsmästerskapen i friidrott två gånger: 1976 (diskvalificerad på 50 km) och 1983 (10:e plats på 50 km).
Simonsen tävlade i IAAF World Race Walking Cup fyra gånger: 1975 (19:e plats på 20 km), 1977 (31:a plats på 20 km), 1979 (22:a plats på 50 km) och 1981 (18:e plats på 50 km). Vid Nordiska mästerskapet i gång 1983 tog Simonsen guld på 50 km.
Han fick 1977 motta hederstecken av Svenska Gång- och Vandrarförbundet.